# José Castelblanco
José Joaquín Castelblanco Romero (* 15. Dezember 1969 in Úmbita, Boyacá) ist ein ehemaliger kolumbianischer Radrennfahrer. Während seiner aktiven Zeit war er einer der dominierenden Radrennfahrer seines Landes, allein viermal gewann er die Vuelta a Colombia.

## Sportliche Laufbahn
José Castelblanco begann seine Profikarriere 1996 bei dem spanischen Radsport-Team Kelme. Bereits zuvor konnte er 1992 die Vuelta a Guatemala und 1994 den Circuito Montañés für sich entscheiden. Viermal – 1997, 1998, 2002 und 2006 – entschied er die Vuelta a Colombia für sich entscheiden und gewann insgesamt acht Etappen dieser Rundfahrt. Ebenfalls 1997 wurde er kolumbianischer Meister im Straßenrennen.
Neunmal startete Castelblanco bei großen Landesrundfahrten. Seine besten Platzierungen waren jeweils Rang 15 bei der Vuelta a España 1998 und dem Giro d’Italia 2001. 2008 beendete er seine Radsportlaufbahn.

## Doping
Im Jahr 2004 wurde Castelblanco nach einem positiven Doping-Test auf Testosteron für sechs Monate gesperrt; sein Sieg bei der Vuelta a Colombia wurde ihm aberkannt.

## Palmarès
1992
- Vuelta a Guatemala

1994
- Circuito Montañés

1997
- Gesamtwertung, Prolog und eine Etappe Vuelta a Colombia
- Kolumbianischer Meister – Straßenrennen

1998
- Gesamtwertung und drei Etappen Vuelta a Colombia

2002
- Gesamtwertung und zwei Etappen Vuelta a Colombia

2003
- Clásico RCN

2004
- Gesamtwertung Vuelta a Antioquia
- eine Etappe Vuelta a Colombia

2006
- Vuelta a Colombia
- eine Etappe Clásico Ciclístico Banfoandes

## Grand-Tour-Platzierungen
| Grand Tour            | 1996 | 1997 | 1998 | 1999 | 2000 | 2001 | 2002 | 2003 |
| --------------------- | ---- | ---- | ---- | ---- | ---- | ---- | ---- | ---- |
| Giro d’ItaliaGiro     | –    | –    | –    | –    | 18   | 15   | 34   | 36   |
| Tour de FranceTour    | 71   | –    | –    | 37   | –    | –    | –    | –    |
| Vuelta a EspañaVuelta | –    | 41   | 15   | –    | –    | –    | –    | –    |

## Teams
- 1996 Kelme-Artiach
- 1998 Avianca-Telecom
- 1999 Kelme-Costa Blanca
- 2000 Kelme-Costa Blanca
- 2001 Selle Italia-Pacific
- 2002 Colombia-Selle Italia
- 2003 Colombia-Selle Italia